# Ege Bamyasi
Ege Bamyasi (Ocra o gombo egeo en Turco) es el cuarto álbum de estudio de la banda alemana de Krautrock, Can, editado en 1972 por United Artists y Mute. Este álbum sigue el estilo de Tago Mago, pero su sonido es mucho más comercial que su predecesor. 
Solo "Soup" sigue con la experimentación que existía en temas de su antecesor como "Aumgn" y "Peking O", y es la canción más larga. También se destacan temas como "Pinch", donde lo más importante es la compleja percusión de Jaki Liebezeit. También hay que destacar el mayor énfasis en elementos étnicos en la percusión en algunos temas. 
Representa la transición hacia el sonido más atmosférico que la banda desarrollaría en Future Days y suele ser considerado entre los mejores álbumes de la banda.
En el 2020 fue incluido en la lista de los 500 mejores álbumes de todos los tiempos de la revista Rolling Stone, ocupando el puesto 454.

## Contenido

### Nombre
Ege Bamyasi proviene del turco y significa Ocra o Gombo egeo o del Egeo. La ocra es una fruta tropical comestible que tienen forma alargada y es por lo general de color verde. En Latinoamérica se les llama también abelmosco o ñajú.

### Portada
La foto de cubierta del álbum es parte de un juego de palabrasː La palabra "can" en inglés significa "lata", concepto que fue usado en el álbum, ya que aparece una lata con ocras verdes en ella, haciendo alusión también al nombre del disco.
La lata tiene la palabra CAN en letras blancas en la parte superior, el nombre del álbum en la parte inferior de color amarillo, y debajo la palabra Okraschöten, también en amarillo y correspondería al nombre en alemán del disco. La lata, como ya se ha dicho, es de ocras verdes y también aparece en ella un tomate maduro en la parte inferior derecha.

## Lanzamiento y recepción
Ege Bamyasi recibió un gran reconocimiento de la crítica especializada desde su lanzamiento. El semanario musical británico Melody Maker escribió: "Can es sin duda la banda de rock experimental más talentosa y consistente de Europa, incluida Inglaterra". Pitchfork escribió del disco: ''A menudo descrito como el álbum "tenso" de Can, Ege Bamyasi es en realidad la banda más focalizada, reforzada en parte por la sorprendentemente buena interpretación del sencillo "Spoon".

## Lista de temas
1. "Pinch" (9:30)
2. "Sing Swan Song" (4:49)
3. "One More Night" (5:34)
4. "Vitamin C" (3:32)
5. "Soup" (10:29)
6. "I'm So Green" (3:05)
7. "Spoon" (3:03)

- Todos los temas compuestos por Can.

## Componen la banda
- Holger Czukay: bajo, ingeniería, edición
- Michael Karoli: Guitarra eléctrica, Guitarra acústica, Guitarra de doce cuerdas, Shehnai
- Jaki Liebezeit: batería, percusión
- Irmin Schmidt: teclados, voz, violín, Steel guitar
- Damo Suzuki: voz